# Gemeenschap van de gekruisigde en verrezen Liefde
De Gemeenschap van de gekruisigde en verrezen Liefde is een gemengde rooms-katholieke gemeenschap van apostolisch leven, die in 1987 in de Nederlandse stad  Maastricht werd gesticht. De beweging is onderdeel van de katholieke charismatische vernieuwing met een grote nadruk op kruisaanbidding en Mariaverering. De naam "gekruisigde en verrezen Liefde" verwijst naar Jezus Christus. De gemeenschap bestaat uit mannen en vrouwen die een gemeenschappelijk religieus leven leiden en zich inzetten voor vernieuwing binnen de Rooms-Katholieke Kerk door middel van evangelisatie en zielzorg. Daarbij wordt samengewerkt met leken, vrijwilligers die niet fulltime in het klooster leven. De hoofdvestiging ligt aan de Kommel in Maastricht, maar daarnaast is er de gemeenschap.

## Geschiedenis

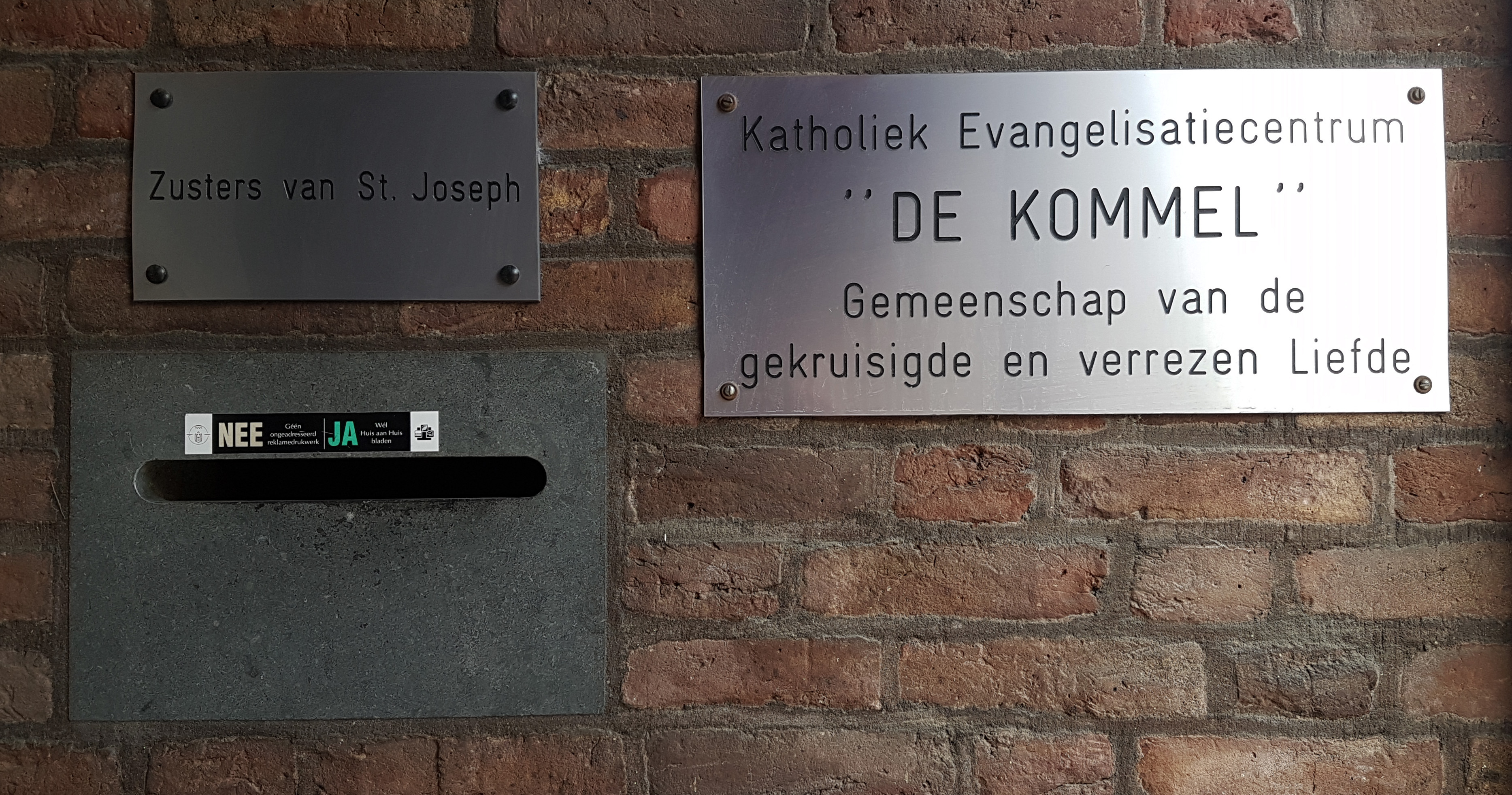
Naambordje 'Zusters van den H. Joseph' (incorrect gespeld) en 'Gemeenschap van de gekruisigde en verrezen Liefde'

In 1989 besloten de tien overgebleven zusters van de in 1853 opgerichte Zusters van den H. Joseph "iets nieuws" te doen met hun deels leegstaande klooster aan de Kommel. Daarvoor vroegen ze advies aan de bisschop van Roermond, mgr. Joannes Gijsen.
De bisschop bracht de zusters in contact met de priester Bartholomé van Oudheusden en de uit Beieren afkomstige zuster Rita Aichele (zuster Rita-Maria). Zij kregen de opdracht een katholiek evangelisatiecentrum te stichten met als basis een nieuwe gemeenschap van priesters, broeders en zusters. Van Oudheusden had een jaar eerder in het bisdom Augsburg de katholieke parochievernieuwing leren kennen via het Katholisches Evangelisationszentrum Maihingen. De stichting werd in 1990 en opnieuw in 1998 door de bisschop erkend als "private vereniging van christengelovigen" (canon 322 § 1 en 2 van het Wetboek van Canoniek Recht). In 2001 werd tevens een contemplatieve tak gesticht. De kleding bestaat voor mannen uit een wit habijt en een bruin scapulier; voor vrouwen eveneens een wit habijt met een witte sluier en doordeweeks een bruin scapulier, 's zondags een scapulier in de liturgische kleur.
In 2015 telde de gemeenschap 14 leden, waarvan 3 priesters, 1 broeder, 9 zusters en 1 postulante. De leden leven van de Voorzienigheid, wat betekent dat ze geen betaalde arbeid verrichten en afhankelijk zijn van giften. Daarnaast zijn er enkele tientallen 'vrienden' en 'aangesloten leden'. Het ruim 130 jaar oude klooster van de Zusters van den H. Joseph fungeert als moederhuis en heet sinds 1989 'Katholiek Evangelisatiecentrum De Kommel'. Daarnaast heeft de gemeenschap nog twee vestigingen in Duitsland (Remagen en Mettlach-Orscholz) en België (Moresnet). Naast de Apollinariskerk in Remagen is in 2007 het voormalige klooster van de franciscanen overgenomen en vangen de leden van de gemeenschap bezoekers aan de bedevaartkerk op. Sinds 2014 doen ze hetzelfde in de Sint-Remigiuskerk in Moresnet. Daarnaast zijn er in het klooster in Maastricht open gebedsavonden en bezinningsdagen en worden er in Maastricht, Sittard, Roermond en Tegelen evangelisatie- en vitaliseringsbijeenkomsten gehouden ('EvaVita-vieringen').

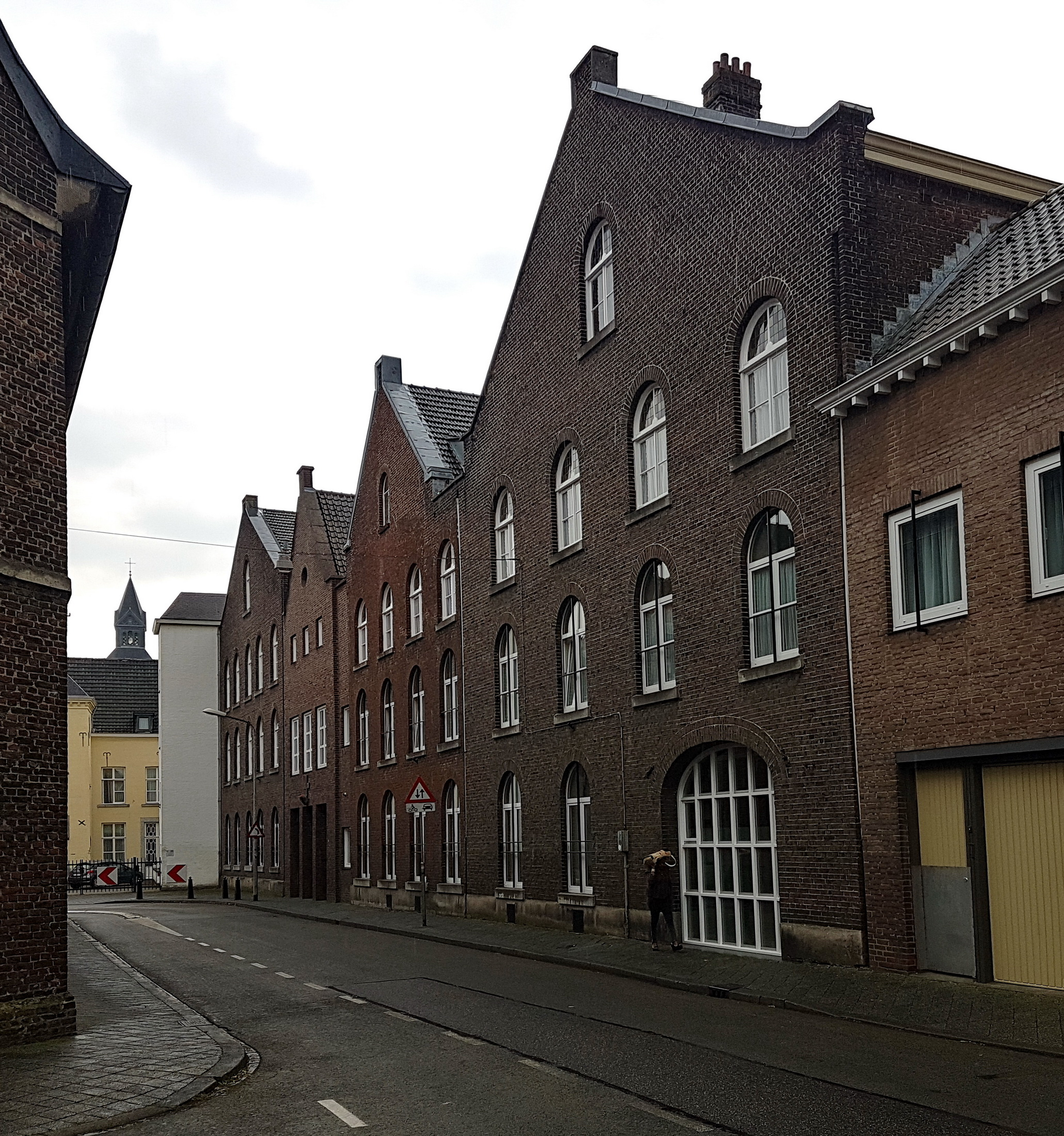
Evangelisatiecentrum "De Kommel", Maastricht
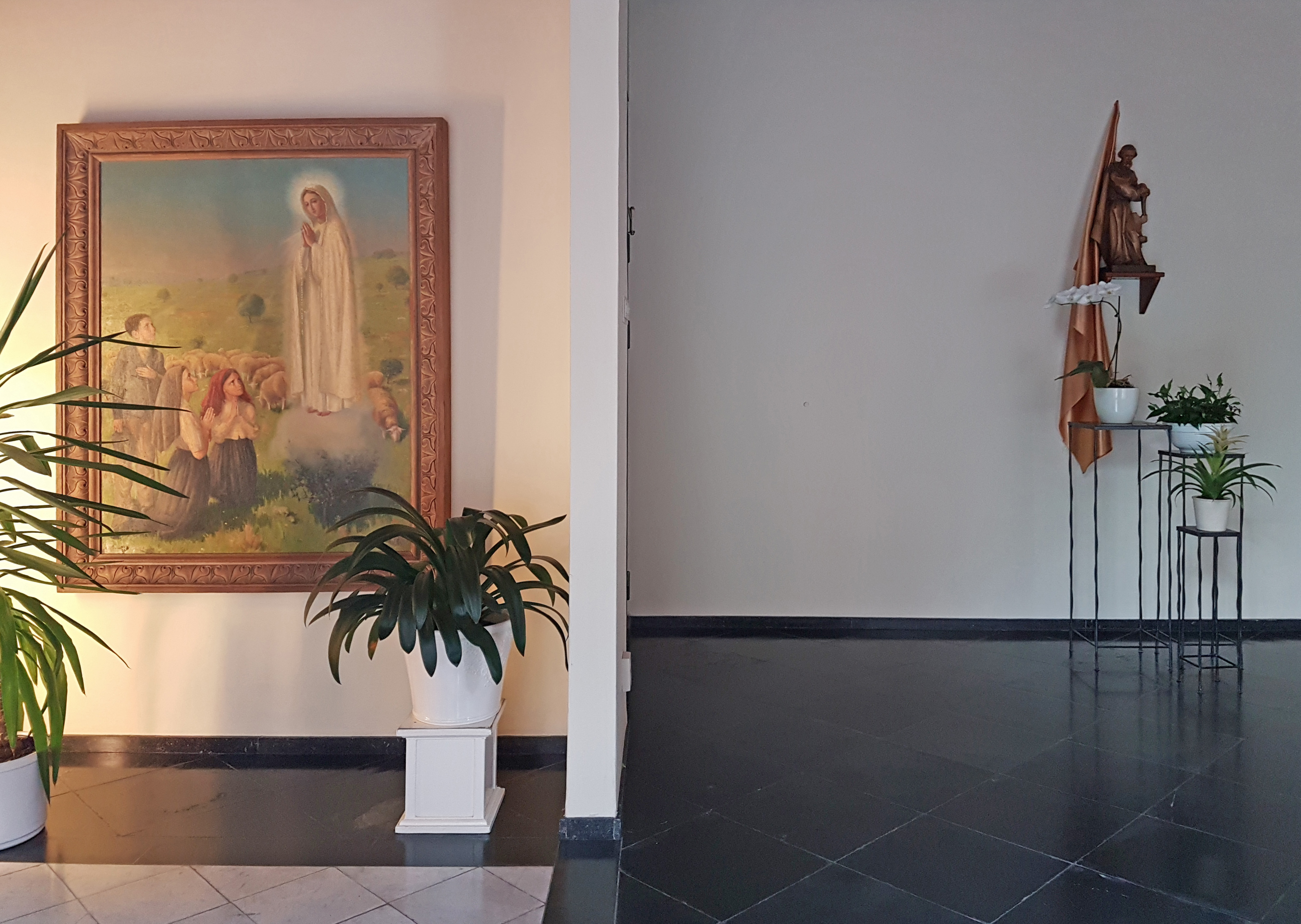
Idem, entreehal
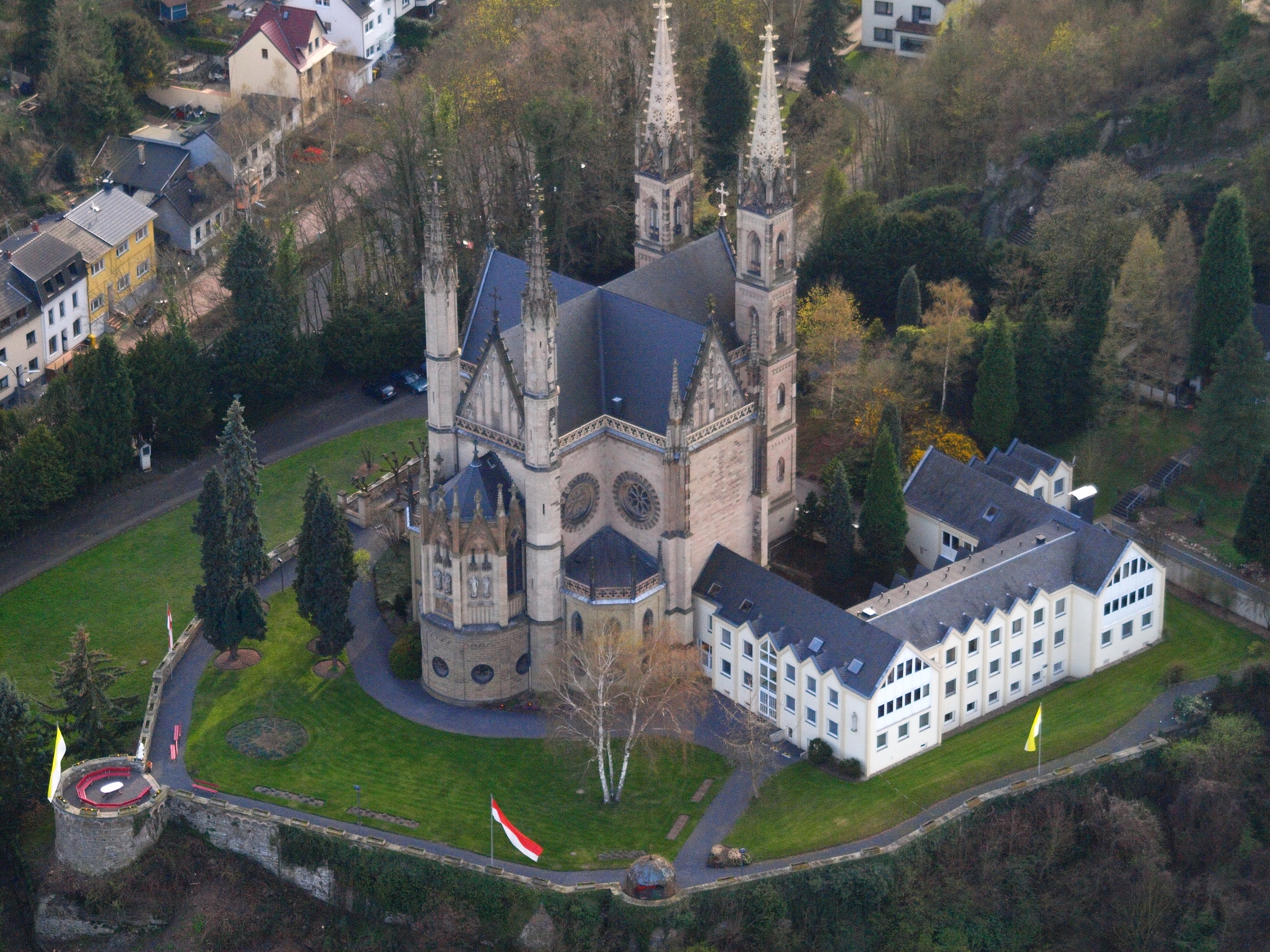
Remagen, bedevaartkerk en nieuwbouw klooster
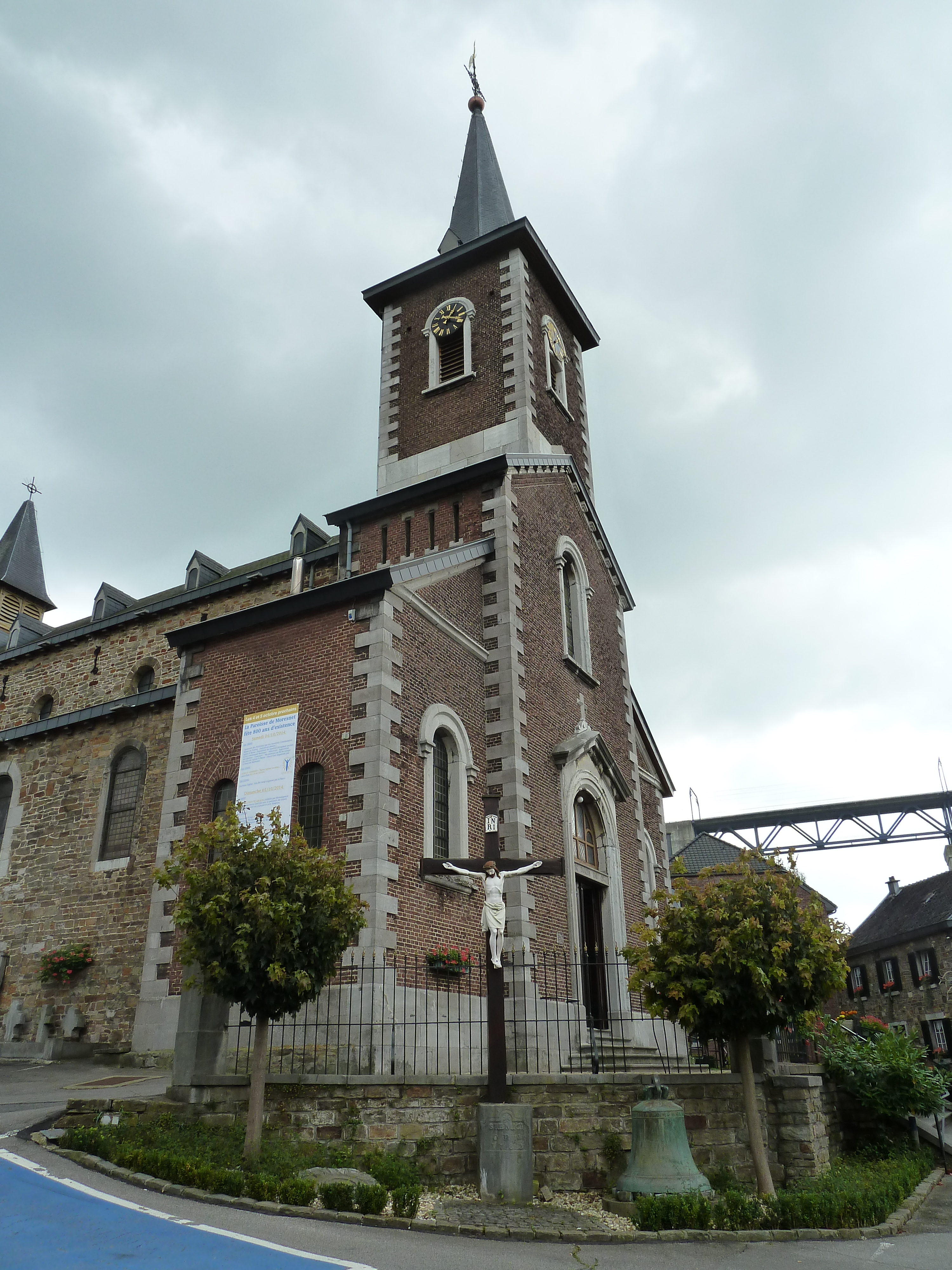
Moresnet, Sint-Remigiuskerk